# Polsador d'alarma

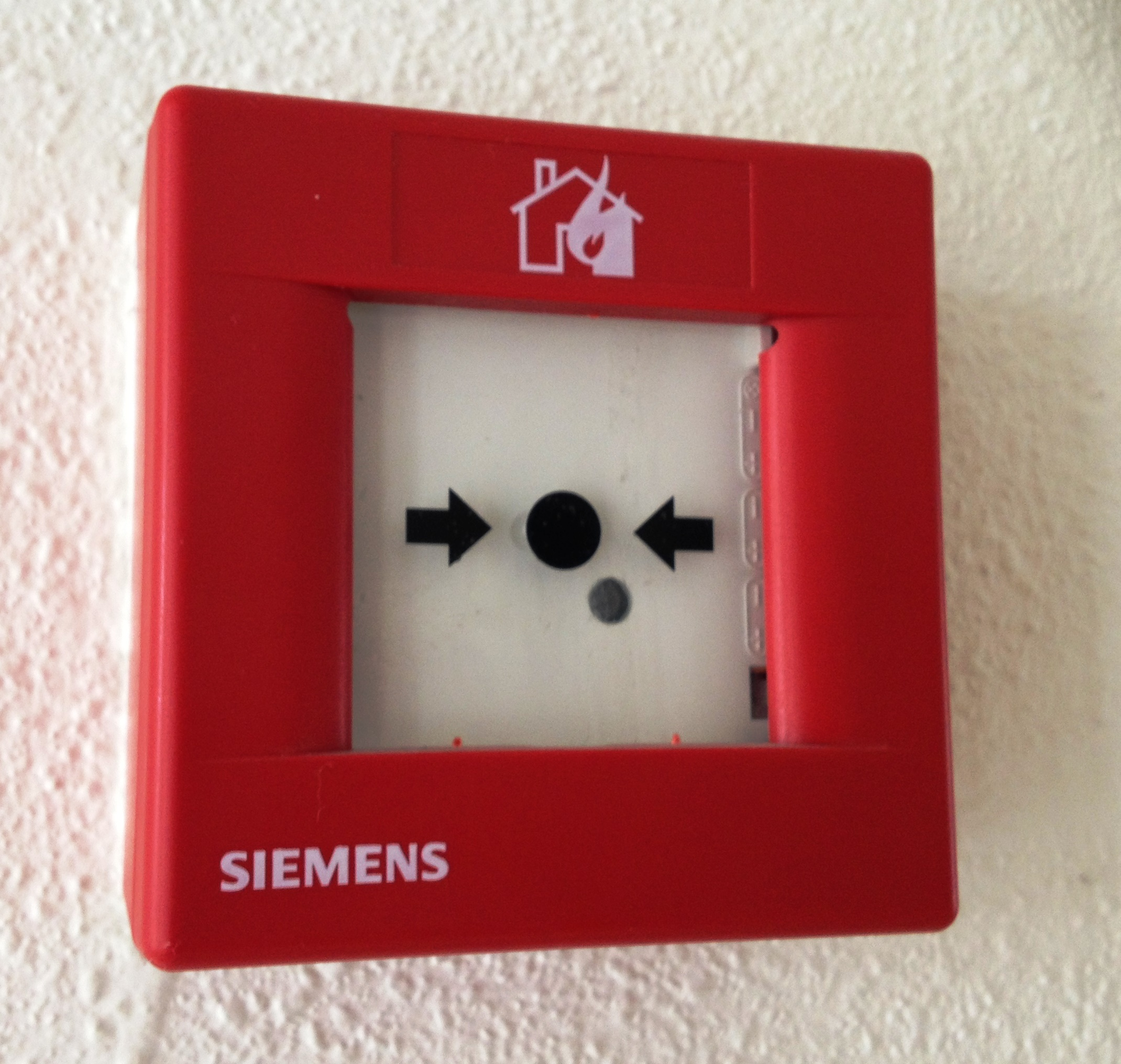
Polsador d'alarma

Senyalització del polsador d'alarma

El polsador d'alarma és un dispositiu que permet l'activació manual d'una alarma. Forma part d'un sistema de detecció i alarma d’incendi. L'activació del polsador envia un senyal a la central de control del sistema, on hi ha d'haver vigilància permanent.

## Característiques
A Espanya, s'han d'ajustar a la norma UNE-EN 54-11:2001/A1:2007. Sistemes de detecció i alarma d'incendis. Part 11: Polsadors manuals d'alarma, i al Reglament d'instal·lacions de protecció contra incendis, que fixa les següents condicions per als polsadors d'alarma:
- Han de portar el marcatge CE, de conformitat amb la norma EN 54-11.
- S’han de situar de manera que la distància màxima a recórrer, des de qualsevol punt que s'hagi de considerar com a origen d'evacuació fins a un polsador, no superi els 25m.
- Els polsadors s'han de situar de manera que la part superior del dispositiu quedi a una altura entre 80cm i 120cm.
- Han d’estar senyalitzats amb un sistema de senyalització luminiscent, que ha de complir la norma UNE 23033-1.

## Revisions
Anualment s'han de revisar els polsador d'alarma per personal especialitzat del fabricant, o instal·lador de l'equip o sistema, o per personal de l'empresa de manteniment autoritzada.